# Zagrad, Škocjan
Zagrad este o localitate din comuna Škocjan, Slovenia, cu o populație de 84 de locuitori.